# قرار مجلس الأمن التابع للأمم المتحدة رقم 967
قرار مجلس الأمن التابع للأمم المتحدة رقم 967، المتخذ بالإجماع في 14 كانون الأول / ديسمبر 1994، بعد التذكير بجميع القرارات المتعلقة بالحالة في يوغوسلافيا السابقة، ولا سيما القرار 757 (1992) وتلقي رسائل من رئيس لجنة مجلس الأمن المنشأة بموجب القرار 727 (1992) ومنظمة الأمم المتحدة للطفولة (اليونيسيف) التي أشارت إلى عودة ظهور الدفتيريا وأن المخزونات الوحيدة المتاحة من مضادات المصل لمكافحة الحالة موجودة في صربيا والجبل الأسود، وأذن المجلس، بموجب الفصل السابع من ميثاق الأمم المتحدة، بتصدير 12000 قنينة من مصل الدفتيريا من الدولة لمدة 30 يومًا.
تطلب التصدير الإعفاء من العقوبات الدولية المفروضة على جمهورية يوغوسلافيا الاتحادية، وقرر المجلس أن أي مدفوعات للشحنات المأذون بها يجب أن تتم فقط في حسابات مجمدة.

## روابط خارجية
- نص القرار في undocs.org